# Eliopolitani (fumetto)
Gli Eliopolitani (Heliopolitans) sono un gruppo di divinità immaginarie, basate sulle divinità dell'antico Egitto, presenti nei fumetti statunitensi pubblicati dalla Marvel Comics.

## Storia editoriale
I personaggi basati sulle antiche divinità egizie furono menzionati per la prima volta in Captain America Comics n. 20 (novembre 1942), pubblicato da Timely Comics (predecessore della Marvel Comics), in cui Capitan America e Bucky indagano sull'omicidio del colonnello Fitzpatrick, che stava studiando il Libro di Thoth mentre era di stanza in Egitto. La prima apparizione completa degli Eliopolitani nella Golden Age fu nella storia "The Terror That Creeps" di Stan Lee e Werner Roth, pubblicata in Marvel Tales n. 96 (giugno 1950), che racconta di un uomo che non riesce a convincere l'opinione pubblica che la Grande Sfinge di Giza si sta lentamente spostando verso il limite del deserto, dove sarà potenziata da Set e distruggerà l'umanità. La dea Bast avrebbe poi fatto la sua prima apparizione (come totem) con la Pantera Nera in Fantastic Four n. 52 (luglio 1966), venendo chiamata solo Panther God; in Black Panther (vol. 3) n. 21 di Christopher Priest e Sal Velluto, sarebbe stato rivelato che il Dio Pantera coincide con Bast. Molte delle altre divinità, tra cui Horus, Iside e Osiride sono state introdotte in The Mighty Thor n. 239 (settembre 1975). Marvel Comics. Khonshu, associato a Moon Knight appare sin da Moon Knight n. 1 (novembre 1980). Joseph Muszynski ha sostenuto nel suo libro Everything I Needed to Know About Life I Learned from Marvel Comics che l'introduzione delle divinità egizie "ha stimolato la nostra tendenza ad apprezzare la varietà" poiché il pantheon conteneva più dei e personalità rispetto alle religioni giudaico-cristiane. Ed Strauss ha sostenuto che la Marvel è stata in grado di immergersi nell'antica religione egizia perché "si era da tempo ritirata nel regno della mitologia" a differenza del cristianesimo.

## Trama
Gli Eliopolitani erano adorati come divinità dagli abitanti della valle del Nilo già a partire dal 10.000 a.C. Secondo la mitologia eliopolitana, i primi di questi furono Gea (come Neith), il Demiurgo (come Nun) e Set (come Apep/Apopi). Neith e Nun generarono Atum, il primo degli Ogdoadi, gli antichi dei. Mentre Neith si dedicava alla creazione della vita mortale, Set desiderava distruggere le sue creazioni. A sua volta, Neith chiamò Atum per protezione. Atum e Set combatterono per eoni finché Atum si trasformò nel Demogorgo e scacciò Set. Dopo la sconfitta di Set, Atum generò l'Enneade, i nuovi dei, prese il nome di Ra e si stabilì nel sole.
Gli Enneadi risiedevano nell'antica città di Eliopoli finché il loro re Osiride non mise al comando dei faraoni mortali in modo che gli dei potessero essere meno coinvolti negli affari umani e si trasferirono nel regno extradimensionale della Eliopoli Celeste, noto agli antichi egizi come "Aaru". Alcuni, tra cui Bast, Sobek, Sekhmet, Thoth e Ptah scelsero di rimanere sulla Terra, integrandosi negli Orisha, il pantheon di Wakanda. Bast sarebbe poi diventata la divinità protettrice di Wakanda, mentre Sobek e Sekhmet divennero patroni di culti wakandiani meno influenti. Eoni fa durante la Prima Blasfemia, Khonshu cercò di vendicare un prigioniero che era stato ucciso da Varnae solo perché Bast dicesse a Khonshu di fermarsi. Varnae che rubò il vibranio dai Fuochi di Ptah e progettò di ascendere alla divinità. Ciò attirò l'attenzione di Khonshu che incontrò Bast, Eshu, Gherke e Ptah durante il sonno di Ra. Volle che gli dei nei regni circostanti ne fossero informati prima di reagire. Ottenne il loro supporto, insieme a quello di Kokou l'Eterno Ardente. Nel lontano passato, Bast e Gherke guidarono gli Enneadi e gli Orisha contro le forze di Varnae. Kokou affrontò Varnae nel suo tempio. I prigionieri vennero evacuati mentre Bast ordinò alle pantere nere di portare i prigionieri a ovest e attendere la notizia della vittoria.
A Eliopoli Celestiale, Seth assassinò suo fratello Osiride in un tentativo di colpo di stato, ma la moglie di Osiride, Iside, e i suoi figli Horus e Anubi unirono i loro poteri per resuscitare Osiride. Osiride inviò quindi Horus a vendicarsi di Seth in una battaglia che durò diverse centinaia di anni, terminando quando Seth prese il sopravvento e sigillò gli dei in una piramide. Gli dei intrappolati rimasero nella piramide per diversi millenni finché non riuscirono a raggiungere il dio asgardiano Odino. Con l'aiuto del figlio di Odino, Thor, sconfissero Seth, tagliandogli la mano sinistra mentre combattevano, e liberarono gli Eliopolitani. Gli Eliopolitani avevano catturato una grande creatura chiamata il Divoratore, che in seguito fuggì e combatté Thor e la Cosa.
In seguito Osiride diede a Thor il potere di far rivivere gli Asgardiani che erano stati feriti dal Distruttore.
Gli dei di Heliopolis, impotenti e che si facevano chiamare "Perduti", si unirono a Thor e alla Earth Force per combattere di nuovo Seth e le sue forze, e alla fine riacquistarono i loro poteri dopo l'apparente morte di Seth.
In Moon Knight: City of the Dead è rivelato che l'eliopolitana Taweret aiuta nel giudizio delle anime nel Duat.

## Membri
- Anubi: il dio dell'aldilà
- Atum: il dio del sole
- Bast: la dea del piacere, della poesia e della danza
- Bes: il dio della fortuna e della probabilità
- Geb: il dio della Terra
- Horus: il dio del sole
- Iside: la dea della fertilità
- Khonshu: il dio della Luna
- Neith: la dea della Terra
- Nun: il dio dell'abisso acquatico
- Nut: la dea del cielo
- Osiride: il dio dei morti
- Ptah: il dio degli artigiani e degli architetti
- Ra: il re degli Eliopolitani e dio del sole
- Sekhmet: il dio della guerra
- Seth: il dio del male e della morte
- Sobek: il dio dei fiumi
- Taweret: la dea della fertilità
- Thoth: il dio della saggezza

## Altre versioni
Nelle pagine di Ultimate Invasion, Creatore viaggia sulla Terra-6160 e la ricrea a propria immagine. Lord Ra e Lord Khonshu sono raffigurati come membri del Consiglio del Creatore, che servono come governanti teocratici dei Regni Superiore e Inferiore dell'Africa. Durante una conversazione con Howard Stark, Emmanuel da Costa menziona che durante gli incontri, Lord Ra parli quando il Sole è alto e Lord Khonshu parli quando la Luna è alta. Lord Ra e Lord Khonshu lavorano anche insieme sotto il nome di Moon Knight dove presto affrontano l'opposizione di Pantera Nera poiché intendono annettere il Wakanda. Proprio come nell'universo mainstream, Bast è la dea protettrice di Wakanda.

## Altri media

### Marvel Cinematic Universe
- Gli dei Bast e Sekhmet sono stati entrambi menzionati da T'Challa/Pantera Nera nel film del 2016 del Marvel Cinematic Universe Captain America: Civil War, con T'Challa che spiega: "Nella mia cultura, la morte non è la fine. È più un punto di partenza. Allunghi la mano con entrambe le mani e Bast e Sekhmet ti conducono nel verde Veld dove puoi correre per sempre"[19]. Bast è nuovamente menzionato nel prologo del film del 2018 Black Panther come colui che ha aiutato il primo Black Panther a diventare re del Wakanda[20], e in seguito appare di persona come membro del Consiglio delle Divinità in Thor: Love and Thunder, interpretata da Akosia Sabet[21][22].
- Khonshu e Taweret appaiono nella serie televisiva live-action Marvel Cinematic Universe (MCU) Moon Knight, con Khonshu interpretato da Karim El-Hakim e doppiato da F. Murray Abraham[23][24] e Taweret doppiata e interpretata in motion capture da Atonia Salib[25]. Khonshu è un emarginato tra i suoi colleghi dei egizi per aver intrapreso una "guerra di un solo dio contro le ingiustizie percepite", che lo costringe a trovare e usare il suo avatar, Marc Spector[23]. Taweret guida le anime nel Duat e in seguito trasforma brevemente Layla El-Faouly nello Scarabeo scarlatto[25].

### Videogiochi
- Horus appare in LEGO Marvel Super Heroes 2, doppiato da Colin McFarlane[26]. Si trova nell'area egiziana di Chronopolis e aiuta Capitan America, Dottor Strange e Thor a combattere un N'Kantu risvegliato, la Mummia Vivente, mentre Capitan Marvel lavora per liberare Hulk dalle sabbie mobili. Dopo che Loki viene sconfitto, Horus si assicura che Loki metta a posto ciò che ha fatto di sbagliato in Egitto.